# Nagyfalvi Gergely
Nagyfalvi Gergely, névváltozatok: Nagyfalvy Nagyfalvay (Erdély, 1576 körül – Győr?, 1643. június 9.) római katolikus pap, kanonok, 1624-től 1635-ig szerémi püspök, 1635-től haláláig váci püspök.

## Élete
Hosszú idő után az egyetlen váci püspök volt, aki tevékenységének némi nyomait hagyta az egyházmegyében. Erdélyben született, mivel az Alamóci Egyetemen 1598-ban így anyakönyvezték: Gregorius Nagyfalvy Transylvanus. A következő évben Rómában volt a Collegium Germanico-Hungaricumban mint a váradi egyházmegye növendéke. Ezt követő éveiről nem beszélnek a források, és csak 1615-ben említik ismét, amikor már pápoci prépost volt, 1618-ban pedig győri kanonok és püspöki helynök. Egyike volt azoknak a kanonokoknak, akik Pázmány Péterhez panasszal fordultak Balásfy Tamás ellen. Győrött igen nagy tevékenységet fejtett ki a lelkipásztorkodás terén. 1625-ben már kapornaki apát és szerémi püspök volt. Pázmánnyal összeköttetésben állott, mert amikor Dallos Miklós győri püspök jezsuitákat szándékozott székhelyére telepíteni, a bíboros utasította őt, hogy tárgyaljon ez ügyben Nagyfalvival. 
Nagyfalvi részt vett az 1629. évi nagyszombati zsinaton, amelynek határozatait mint választott szerémi püspök és az Üdvözítőről nevezett kapornaki és zalavári apát írta alá. Amikor I. Ferdinánd magyar király Draskovich Györgyöt a győri püspökségbe áthelyezte, váci püspökké Nagyfalvi Gergely győri kanonok, püspökhelyettest nevezte ki. Ekkor elvették tőle az apátságokat. Azonban ő továbbra is Győrben maradt. Levelet írt a váci egyházmegye papjaihoz, amelyben arra buzdította őket, hogy — ha másképp nem lehet, pénzért is — szerezzenek maguknak a budai basától szabadságleveleket, hogy így szabadabban működhessenek a lelkipásztorkodás területén, tekintve, hogy a protestánsok már akkora túlsúlyban voltak az egyházmegye területén, hogy még a szabadságlevéllel bíró katolikus papokat is üldözték, és a budai basa ezért több protestánst mint védőlevelei megsértőit megbüntetett, sőt kivégeztetett.  
Nagyfalvi részt vett az 1638. évi nagyszombati tartományi zsinaton is, amelyiken egyebek közt arra nézve is határozatot hoztak, hogy „a váci püspök vagy maga lakjék Nógrád-várában, vagy pedig tartson ott egyházi renden lévő komoly, bölcs, tapasztalt férfiút.” Valószínűleg ezt maga Nagyfalvi provokálta ki, mert különben nem írta volna így a határozatokat: „Ego Gregorius Nagyfalvay electus episcopus Vaciensis consentio et subseribo”. Ebből látszik az is, hogy ekkor még nem volt megerősítve a püspökségben. Szentiványi szerint 1640. augusztus 13-án kapota meg csak VIII. Orbán pápa megerősítését. 
További életéről szinte semmi sem ismert, és talán ezért a későbbi sematizmusok is csak 1638-ig terjesztik püspöksége idejét, és nevét pedig tévesen Györgynek írják. Azonban Nagyfalvi csak 1642-ben végrendelkezett, és a 18–19. század fordulóján élt kamarai tanácsos és levéltárnok, Lendvay Márton Ignác szerint 1643. június havában halt meg. Végrendeletében nagylelkűen gondoskodott a váci egyházmegye részére nevelendő papokról mintegy 14 000 forintot hagyva rájuk. Lippay György érsekként tett jelentést az 1648. évi nagyszombati zsinaton: „Ex bonis defunctorum praelatorum, Domini utpote Vaciensis Episcopi Nagyfalvay, quae remanserunt aut in censum data sunt 7000 circiter fides alia 7000, quae suae Majestati dedi.” Nagyfalvi a Bolognai Egyetemet látogató magyar ifjak részére is hagyományozott pénzt.

## Művei
Nagy Imre azt írta az 1819. évi Tudományos Gyüjteményben, hogy Jankovich Miklós gyűjteményében megvolt Nagyfalvinak naplója az 1620–1640. évekről; Fraknói Vilmos szerint pedig jegyzőkönyvét levelezéseivel és naplótöredékeivel a Nemzeti Múzeumban őrzik. Hegedűs István említi (Kovachich nyomán, Scriptores Minores. II. 272.), hogy Nagyfalvi görög köznyelven írt egy költeményt.